# Duxelles

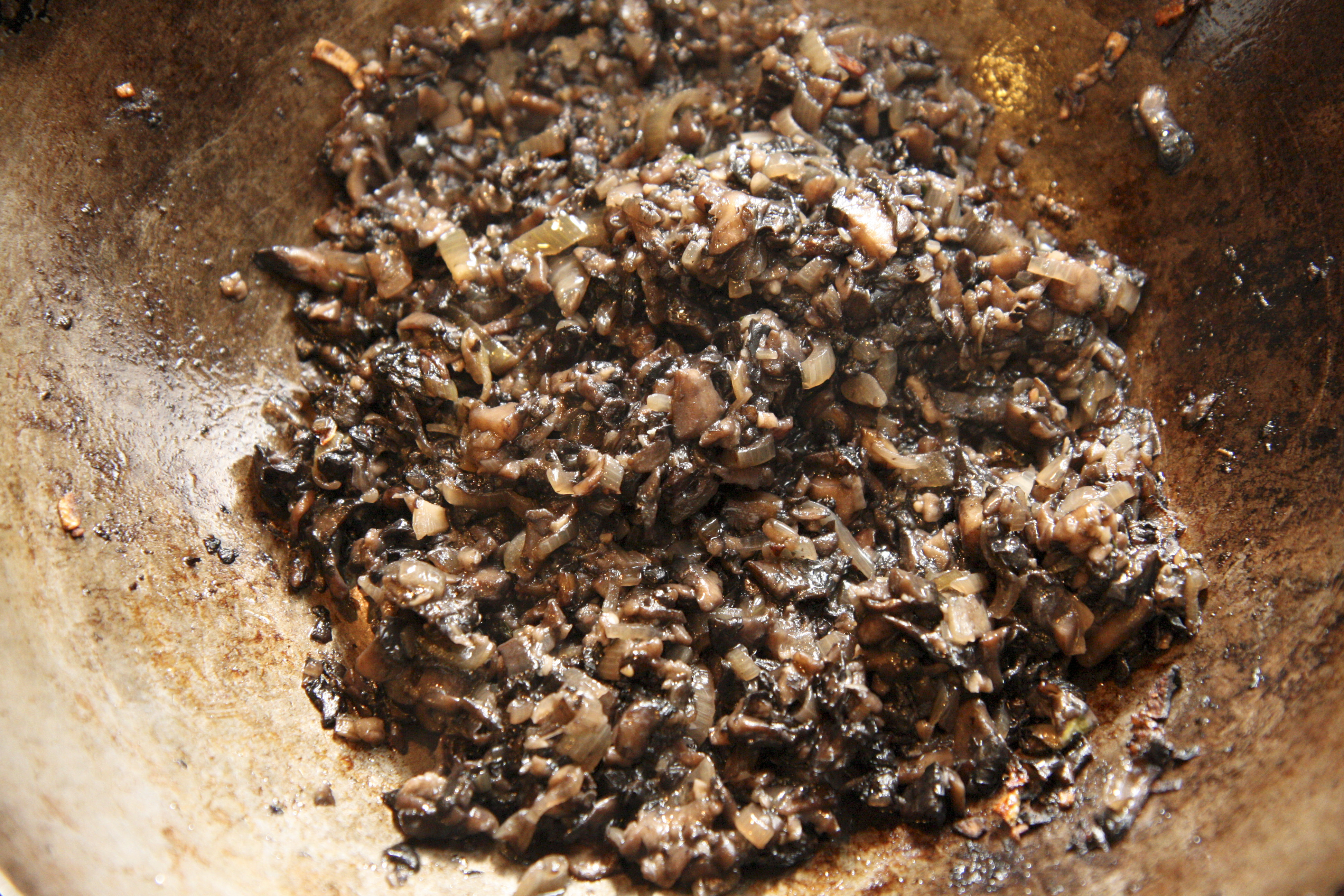
La duxelles de champignons : une duxelles très particulière.

La duxelles, parfois orthographiée « duxelle » (comme Urbain Dubois et Émile Bernard), « se compose de fines herbes cuites, mouillées avec un peu de glace ou demi-glace et celle-ci réduite avec les fines herbes en tournant l'appareil à la cuillère. Quand cet appareil est froid, il doit être consistant et serré ».
Il ne faut pas la confondre avec la très particulière « duxelles de champignons », qui est un hachis de champignons de Paris étuvés au beurre avec des oignons et des échalotes, utilisé pour corser ou farcir toutes sortes de préparations culinaires.
Et il faut distinguer les « duxelles sèches » (la préparation indiquée plus haut), et les « sauces à la duxelles », dont la recette est donnée par Dubois et Bernard :
« Faites réduire d'un tiers de son volume 6 à 7 décilitres d'espagnole avec 2 décilitres de fond blond de veau concentré.  
Incorporez peu à peu à la sauce un verre de vin blanc sec.
Quand elle est liée à point, passez-la à l'étamine, vannez-la sur feu en additionnant 5 à 6 cuillères à bouche de fines herbes cuites, bien épongées, ainsi que 2 cuillerées de langue écarlate cuite et hachée. » 
Il est parfois prétendu que la duxelles aurait été créée par François Pierre de La Varenne, cuisinier du marquis d’Uxelles. Mais le livre de La Varenne ne porte aucune trace de cette hypothèse, qui, à ce jour, ne doit pas être propagée puisqu'il n'y en a pas de preuve.